# Gabriel Batistuta
Gabriel Omar Batistuta (Avellaneda, 1º febbraio 1969) è un ex calciatore argentino, di ruolo attaccante.
Soprannominato Batigol o Re Leone, è considerato come uno dei più forti attaccanti della sua generazione. Occupa la 23ª posizione nella speciale classifica dei migliori calciatori del XX secolo pubblicata dalla rivista World Soccer mentre nel marzo del 2004, Pelé lo ha anche inserito nella FIFA 100, la lista dei 125 migliori calciatori viventi, redatta in occasione del Centenario della FIFA. È stato inserito per sei anni consecutivi tra i candidati alla vittoria del Pallone d'oro (dal 1995 al 2000) arrivando a ricoprire nel 1999 la quarta posizione alle spalle di Andrij Ševčenko, David Beckham e Rivaldo. Nello stesso anno ha anche ricoperto la terza posizione nel FIFA World Player of the Year mentre nel 2013 è stato inserito nella Hall of Fame del calcio italiano.
Cresciuto nelle giovanili del Newell's Old Boys, ha giocato in patria anche per River Plate e Boca Juniors, ottenendo il titolo argentino nel 1991. Giunto in Italia, ha vestito per nove anni la maglia della Fiorentina, di cui è stato capitano e con cui nel 1996 ha vinto una Coppa Italia e una Supercoppa italiana. Passato alla Roma, nel 2001 ha conquistato uno scudetto e una Supercoppa italiana, trasferendosi poi all'Inter. Nel 2005 ha terminato la sua carriera in Qatar, nelle file dell'Al-Arabi. Dopo il ritiro, ha fatto parte dello staff tecnico della nazionale argentina, e ha svolto il ruolo di segretario tecnico al Colón (SF).
Con 54 gol è il secondo miglior realizzatore nella storia della nazionale argentina; inoltre, dal 2002 al 2022 ha detenuto il record di reti segnate per l'Albiceleste al mondiale (10), prima di venire superato da Lionel Messi. Per quanto riguarda le squadre di club, con 152 reti è il miglior marcatore della Fiorentina in Serie A, competizione in cui, con 184 reti totali, si trova al 13º posto nella relativa classifica marcatori di tutti i tempi; sempre nella massima serie italiana, nella stagione 1994-1995 è andato a segno per una striscia-record di 11 giornate di campionato consecutive.

## Biografia

### L'infanzia e la giovinezza
Gabriel Omar Batistuta nasce il 1º febbraio 1969 ad Avellaneda, nella provincia di Santa Fe (Argentina), da Omar Batistuta, macellaio, e sua moglie Gloria Zilli, segretaria scolastica; vi dimora fino all'età di sei anni, per poi trasferirsi a Reconquista, in via Pueyrredón 1024. Il piccolo Batistuta cresce legando particolarmente col nonno paterno Melchior, principale artefice delle fortune della famiglia, poi svanite a causa di una crisi economica e successivamente rimpinguate dal lavoro del padre di Gabriel, Osmar. Riceve la Prima Comunione e la cresima nella chiesa di San Roque, e frequenta la scuola con buoni risultati. Prende poi per la prima volta i contatti con il gioco del calcio, praticandolo saltuariamente senza però manifestare, inizialmente, una grande passione.
La famiglia dei Batistuta ha origini italiane: a metà degli anni 1990, Livio Tofful contattò Gabriel per cercare di ricostruirne la genealogia. I risultati portarono Tofful a scoprire che Domingo Batistuta (Nato Domenico Battistutta), trisnonno di Gabriel, era di Borgnano (frazione di Cormons), mentre la trisnonna era Maria Zorzon di Brazzano.
A metà del XIX secolo emigrarono entrambi in Argentina, ma le tracce si persero in seguito allo smarrimento dei documenti riguardanti Domingo: morto durante un naufragio, non vi fu modo, per Osmar Batistuta, di scoprire ulteriori informazioni all'Ufficio immigrazione di Buenos Aires. Melchior e Catalina, genitori di Osmar, vivevano originariamente a Reconquista. Melchior era un proprietario terriero, e possedeva allevamenti di bestiame di vario genere: la fortuna della famiglia scemò notevolmente quando Osmar tornò dal servizio militare. Toccò dunque a lui ricostituire il patrimonio perduto, lavorando al mattatoio Friar, dapprima come dipendente e in seguito come dirigente.
Nasce poi la prima delle sorelle minori, Elisa, cui seguono Alejandra e Gabriela, e con tutte e tre Batistuta stabilisce un forte legame. Dopo i sette anni di scuola elementare, sceglie di frequentare l'Enet, istituto tecnico, non completando però gli studi (mancando di sostenere l'esame finale) anche a causa della nascente attitudine per il calcio. Dai dieci ai quattordici anni pratica pallavolo e pallacanestro, ma a sedici anni, avendo ricevuto in regalo dall'amico Pitti Lorenzini un poster di Diego Maradona allegato a El Gráfico, Batistuta si avvicina al calcio. A diciassette anni, il 26 settembre 1986, conosce Irina Fernández durante la sua quinceañera, con cui si fidanzerà otto mesi dopo, a maggio 1987. Il 28 dicembre 1990 i due si sposano, avendo in seguito quattro figli: Thiago (nato a Firenze, un attore), Lucas, Joaquín e Shamel.

### L'adolescenza e le prime esperienze calcistiche
Batistuta conosce il calcio a sedici anni: leggermente sovrappeso, gli viene dato il soprannome di gordo (grasso), mentre per i suoi capelli biondi (colore poco comune in Argentina) viene chiamato gringo. Alle scuole superiori ebbe le prime occasioni di giocare a calcio: chiuso da compagni più abili nelle discipline di pallavolo e pallacanestro, sport cui Batistuta si era maggiormente avvicinato, per partecipare alle Intercollegiali, una competizione che coinvolgeva le scuole della zona, dovette iscriversi nella squadra di calcio. Il primo campetto si trovava nel barrio Chapero e Batistuta vi si ritrovava con gli amici per giocare: nacque così il Grupo Alegria, la prima formazione amatoriale dell'argentino.
Passato poi nelle giovanili del Platense, partecipa con tale maglia alla prima partita ufficiale contro il Racing di Reconquista all'età di sedici anni e mezzo. Con il Platense rimane per due anni, fino alla chiamata del Newell's Old Boys, che grazie al proprio osservatore Jorge Griffa aveva scoperto il talento di Batistuta. Insieme a Gustavo Masat si trasferisce a Rosario, dove trova Marcelo Bielsa, suo primo tecnico. Durante il suo periodo al Newell's Old Boys stringe amicizia con diversi giocatori, tra cui Darío Franco e Fernando Gamboa, alternando partite a carte a visite al Parque de la Independencia. Lasciata la camerata comune ove abitavano i giocatori delle giovanili del Newell's, Batistuta e Masat trovano una sistemazione indipendente nelle vicinanze dello stadio. Nel febbraio 1989 Batistuta vive la sua prima esperienza lontano dal Sud America, partecipando al Torneo di Viareggio 1989, mentre nel giugno dello stesso anno si lega al procuratore Settimio Aloisio, con cui rimarrà per molti anni a seguire.

### La maturità
Dopo il passaggio al River, il periodo al Boca Juniors fu molto positivo dal punto di vista personale, come da lui affermato nella propria autobiografia. Dopo il matrimonio con Irina Fernández, celebrato nella chiesa di San Roque a Reconquista, il calciatore argentino si trasferisce a Belgrano, quartiere di Buenos Aires. A ciò si aggiungono l'acquisto della prima auto (una FIAT Turbo) e il successo professionale; inoltre, lega particolarmente, sia in campo che nella vita, con Diego Latorre, suo compagno di squadra al Boca. Durante la Coppa Libertadores 1991 Batistuta è coinvolto, come molti altri giocatori, nella rissa scoppiata durante l'incontro tra Boca Juniors e Colo-Colo a Santiago del Cile: assieme ad altri tre compagni viene trattenuto dalle forze dell'ordine dopo la denuncia dei fotografi, che li accusano di averli aggrediti; il caso poi si risolve e i tre argentini sono liberi di tornare in patria.
Dopo le vittorie nella Copa América del 1991 e del 1993 Batistuta ha l'opportunità di assistere alla Messa celebrata dal Papa Giovanni Paolo II: il calciatore definisce questa esperienza molto importante a livello personale. A metà del 1991 Batistuta viene acquistato dalla Fiorentina e pertanto si sposta a Firenze. Il primo impatto con l'Italia è di spaesamento: al capoluogo toscano, profondamente diverso da Buenos Aires, l'argentino mal si abitua, vivendo inoltre contrasti personali con Dunga e Massimo Orlando. Con il passare del tempo prende familiarità con l'ambiente, riuscendo a superare lo stress iniziale e vivendo anche la nascita del primo figlio, Thiago. Nelle stagioni successive stringe amicizia con Francesco Baiano e Rui Costa. Nel gennaio 1996 alcuni ladri si introducono nella sua abitazione mentre è in Argentina e, nonostante il furto non riguardi oggetti di particolare valore, il calciatore rimane scosso dall'avvenimento. Il 22 maggio 1996 nasce, sempre a Firenze, il secondogenito Lucas. Nello stesso anno il sindaco fiorentino Mario Primicerio consegna a Batistuta il Fiorino d'oro, onorificenza conferita a chi si distingue per i servizi resi alla città. Nel 1999 nasce il terzo figlio, Joaquín.
Nel giugno 2000 si trasferisce a Roma, acquistato dalla società giallorossa con la quale vince il suo unico scudetto in Italia, prendendo casa a Casal Palocco, mentre nei sei mesi passati a Milano con la maglia dell'Inter Batistuta non porta con sé la famiglia. Nel 2003, dopo la stagione nel capoluogo lombardo, Batistuta si trasferisce a Doha, in Qatar, firmando un contratto molto remunerativo con l'Al-Arabi. Nella capitale del paese mediorientale nasce il quarto figlio, Shamel.

### Dopo il ritiro

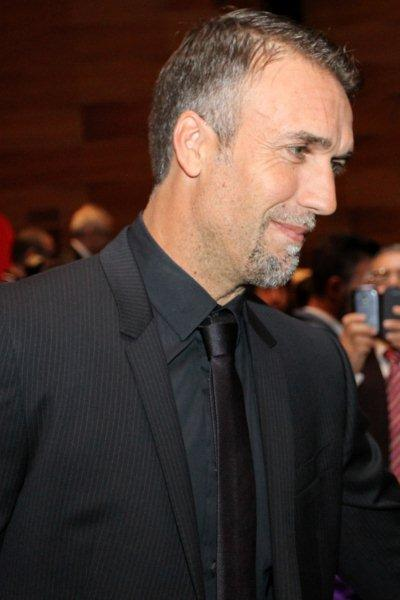
Batistuta nel 2014

Batistuta dà annuncio del suo definitivo ritiro dal calcio il 13 marzo 2005 dopo la rescissione del contratto con l'Al-Arabi, squadra in cui militava. Dopo l'addio al calcio attraversa un brutto periodo a livello fisico e psicologico. Con le cartilagini delle caviglie compromesse si sottopone a un intervento chirurgico molto doloroso, in seguito al quale propone addirittura al suo medico di amputargli entrambe le gambe. Batistuta era così frustrato dalle sue condizioni da non avere la forza di alzarsi dal letto.
Il 12 gennaio 2006 Leonardo Domenici, sindaco di Firenze, gli dona le Chiavi della città in segno di riconoscenza per il rapporto che il calciatore ha avuto con i fiorentini. Nello stesso mese inaugura la propria linea d'abbigliamento, chiamata GB, presentandola in occasione di Pitti Uomo.
Durante il campionato del mondo 2010 viene derubato a Johannesburg da ignoti, come altri personaggi nel corso della manifestazione. Nel dicembre 2012 due tifosi vengono imputati con l'accusa di tentata truffa nei confronti di Batistuta per aver trasformato un suo autografo in una cambiale da 320 000 pesos argentini (circa 50 000 euro) aggiungendovi nome, dati del documento d'identità e del suo domicilio.
Il 3 ottobre 2016 riceve la cittadinanza onoraria di Firenze su proposta del sindaco Dario Nardella e con voto favorevole del consiglio comunale.
Nel 2019 è protagonista del documentario El Número Nueve - Gabriel Omar Batistuta di Pablo Benedetti.

## Caratteristiche tecniche
Centravanti dallo spiccato senso del gol, qualità che gli ha permesso di battere diversi primati in tal senso, Batistuta si è sempre distinto per l'ampiezza del suo repertorio: infatti, pur non possedendo una tecnica molto raffinata, era abile di testa, di piede, nei calci da fermo e nei movimenti smarcanti. Si avvicinò al calcio relativamente tardi, motivo che spiega in parte la sua poca eleganza nel tocco di palla; tuttavia, le doti atletiche acquisite in gioventù praticando altri sport trovarono un naturale sbocco nel Batistuta calciatore, che le affinò ulteriormente durante la sua militanza nel Boca Juniors di Óscar Tabárez; quest'ultimo ebbe inoltre l'intuizione di modificare il ruolo del giocatore da ala a punta centrale.
Batistuta è rimasto celebre anche per delle esultanze particolari divenute col tempo un proprio marchio di fabbrica. In Argentina con la maglia del Boca Juniors era solito arrampicarsi sulle retine della curva dopo ogni rete. Nella stagione 1994-1995 era solito dopo i gol andare alla bandierina e mettersi in posa reggendola con una mano, esultanza suggerita all'attaccante viola dall'allora compagno Francesco Flachi.
Celebri, anche se non premeditate, sono le esultanze contro il Barcellona in Coppa delle Coppe (1997), quando zittì l'intero Camp Nou; o in precedenza in Supercoppa italiana contro il Milan (1996), quando dichiarò il proprio amore alla moglie Irina in diretta televisiva, davanti a una delle telecamere a bordocampo.
Dalla stagione 1998-1999 Batistuta ha iniziato a esultare imitando una mitragliatrice, gesto che ha continuato a utilizzare anche nelle stagioni successive, sia in maglia viola che con la Roma. Particolare fu l'esultanza in una vittoria per 1-0 con la Juventus sempre nella stagione 1998-1999, quando, dopo aver segnato il gol decisivo con un colpo di testa, si produsse inizialmente nella suddetta esultanza, ma un attimo dopo trasformò il gesto mimando un assolo di chitarra elettrica.
Nel novembre 2000, neoacquisto della Roma, in occasione della sua prima partita contro la Fiorentina siglò il gol che decise la gara: dopo la rete non esultò e scoppiò in lacrime, mentre riceveva gli abbracci dei compagni.
Il suo tiro era solitamente effettuato con potenza – il record personale di velocità impressa a un pallone è di 106 km/h –, preferibilmente di destro, indirizzando il pallone all'angolo opposto della porta avversaria; col tempo il giocatore perfezionò le sue capacità, arrivando a padroneggiare anche il sinistro. Il punto di forza rimase però il tiro con il piede preferito: nel suo periodo alla Fiorentina, su un totale di 168 gol ne marcò 92 con il destro e 15 con il sinistro. Abile anche in acrobazia, Batistuta segnò spesso al volo, in rovesciata o in sforbiciata. Con il passare degli anni, l'argentino acquisì inoltre una crescente abilità nell'eseguire calci di punizione, fino a diventarne uno specialista; data la considerevole potenza del suo tiro, preferiva le lunghe distanze alle brevi, poiché calciando da lontano la traiettoria del pallone poteva abbassarsi maggiormente, inquadrando meglio lo specchio della porta. Non era altrettanto preciso nei calci di rigore: con la maglia della Fiorentina ne sbagliò 9, di cui 4 nella stagione 1996-1997, e da allora se ne incaricò con minor frequenza.
Altro cardine del bagaglio tecnico di Batistuta era il colpo di testa: dotato di ottima elevazione, il giocatore migliorò le proprie doti naturali – messe in mostra fin dai primi anni di carriera – tramite intensi allenamenti, incrementando la propria efficacia nel gioco aereo. Il computo di reti segnate di testa con la Fiorentina è di 30 su 168, corrispondenti al 17,9% del totale.
Era considerato un leader per via di carisma, tenacia e coraggio e intelligenza tattica: disputò diverse stagioni consecutive ad alto livello, senza che eventuali periodi di scarsa vena lo condizionassero psicologicamente; nonostante frequenti problemi alle caviglie, saltò inoltre poche partite, scendendo in campo anche in precarie condizioni fisiche. Non era solito seguire pedissequamente le indicazioni degli allenatori, preferendo muoversi secondo il proprio istinto. Sul terreno di gioco si dimostrò spesso leale e corretto, venendo raramente sanzionato per falli non necessari e risultando poco propenso ad accentuare le cadute dopo i contrasti subiti.

## Carriera

### Giocatore

#### Club

Batistuta solleva da capitano della Fiorentina la Supercoppa di Lega vinta nel 1996

##### Newell's Old Boys e Deportivo Italiano

Un giovane Batistuta (a destra) ai Newell's Old Boys nel 1988

Da bambino Batistuta preferiva altri sport al calcio. Provò il basket, agevolato dalla sua altezza, ma l'evento che segnò la sua vita fu la vittoria della nazionale argentina al campionato del mondo 1978: le gesta dei calciatori dell'Albiceleste lo entusiasmarono e iniziò quindi a dedicarsi al calcio. Dopo un po' di tempo di calci alla buona con gli amici per le strade e successivamente un'esperienza nel piccolo club Grupo Alegria, entrò nelle giovanili del Platense. Fu in questo periodo che vinse con una selezione di Reconquista il campionato provinciale, battendo peraltro la squadra giovanile del Newell's Old Boys di Rosario. I suoi 2 gol segnati attirarono su di sé l'attenzione della squadra rivale, che lo ingaggiò nel 1988.
Al Newell's Old Boys il diciannovenne Batistuta incontra il tecnico Marcelo Bielsa, che l'avrebbe allenato in seguito nella Selección. La prima stagione professionistica del giocatore presentò delle difficoltà: distante da casa, dalla sua famiglia, dalla sua fidanzata Irina e costretto a dormire in una stanza dello stadio locale, dovette fare i conti anche con problemi di sovrappeso che lo tennero spesso distante dal campo di gioco. A fine stagione fu ceduto in prestito a una squadra minore, il Deportivo Italiano di Buenos Aires e partecipò al Torneo di Viareggio in Italia, diventando capocannoniere della manifestazione con 3 gol.
Col Newell's Old Boys ha giocato l'unica finale di Copa Libertadores della sua carriera, nel 1988 contro il Nacional (Uruguay).

##### River Plate e Boca Juniors

Batistuta nel 1989, durante la militanza nel River Plate, fotografato all'esterno dello stadio Monumental

Dopo l'esperienza al Deportivo fu ingaggiato dal River Plate, dove segnò 17 gol. Nonostante ciò, le cose non andarono per il verso giusto, soprattutto con l'allenatore Daniel Passarella, che a metà stagione lo mise fuori rosa. Questi fatti favorirono la cessione del giocatore, che firmò nel 1990 per il Boca Juniors.
Nella prima stagione era fuori forma, quindi nel 1991, con l'arrivo di Óscar Tabárez come allenatore della squadra, il Boca Juniors vinse il campionato di Clausura (perdendo però lo spareggio per il titolo, allora unificato, contro i campioni di Apertura del Newell's) e Batistuta la classifica cannonieri con 13 reti. In Copa Libertadores segna una doppietta al River Plate il 20 marzo 1991, due reti al Corinthians e altrettante al Flamengo; la squadra venne eliminata in semifinale dal Nacional di Montevideo.

##### Fiorentina

###### I primi anni, la retrocessione e il ritorno in Serie A
A seguito della vittoriosa Copa América 1991, fu acquistato dalla Fiorentina del presidente Mario Cecchi Gori, che lo portò così in Italia pagandolo 12 miliardi di lire.
La prima presenza in Serie A avvenne contro la Juventus al Delle Alpi, mentre la prima rete arrivò una settimana più tardi contro il Genoa.

Batistuta con la fascia di capitano dei gigliati nel 1995

Nonostante un inizio di stagione non esaltante, la sua prima annata in maglia viola, nel 1991-1992, si concluse con 27 presenze e 13 gol. Realizzò la prima tripletta contro il Foggia. L'anno successivo segnò tre doppiette nelle prime sette partite contro Lazio, Inter e Sampdoria, raggiungendo i 16 gol in 32 partite; la stagione viola finì con la retrocessione in Serie B, e a seguito dell'ultima giornata di campionato contro il Foggia (vittoria per 6-2) Batistuta scoppiò in lacrime per la retrocessione.
Nella stagione 1993-1994 collezionò 26 presenze e 16 gol in Serie B, che contribuirono al ritorno della Fiorentina nella massima serie. Le sue prestazioni gli valsero la convocazione al campionato del mondo 1994.

###### Il titolo di capocannoniere, la Coppa Italia e la Supercoppa
Fu la stagione 1994-1995 quella della definitiva consacrazione di Batistuta, poiché nella nuova stagione in Serie A vinse la classifica cannonieri con 26 gol; inoltre, batté il record di Ezio Pascutti, fermo da trentadue anni, delle partite consecutive con almeno una rete segnata, avendo impresso il proprio nome sul tabellino dei marcatori per undici giornate di seguito dall'inizio del campionato.
Nella stagione 1995-1996, nella partita casalinga contro la Lazio in cui Batistuta festeggiava le 100 partite in Serie A, i tifosi gli dedicarono una statua esposta davanti alla curva Fiesole. Il bilancio dell'anno fu di 19 reti in campionato e prestazioni determinanti in Coppa Italia dove Batistuta segnò tutte le reti con le quali la Fiorentina eliminò l'Inter in semifinale (3-1 al Franchi e 1-0 a Milano) prima di aggiudicarsi il trofeo in finale contro l'Atalanta con gol sia nella finale d'andata a Firenze (1-0) sia nel ritorno di Bergamo (0-2). Nell'estate 1996 Batistuta guidò la Fiorentina alla vittoria nella Supercoppa italiana contro il Milan a San Siro.

Batistuta in azione alla Fiorentina nella stagione 1996-1997

Nella stagione successiva segna 13 gol in 32 partite in campionato, dove la Fiorentina manca la qualificazione alle coppe europee; in Coppa delle Coppe la Fiorentina, dopo essersi imposta in casa del Benfica grazie anche a una rete di Batistuta, fu eliminata in semifinale dal Barcellona, poi vincitrice del trofeo. Proprio contro i blaugrana l'argentino segnò un gol dopo aver ricevuto palla dal limite dall'area e aver lasciato partire un tiro di piede destro molto potente che si insaccò sotto la traversa; dopo questo gol Batigol zittì il Camp Nou colpevole di averlo fischiato tutta la partita; Batistuta non partecipa alla partita di ritorno in quanto squalificato.

###### Lo scudetto sfiorato, il record di gol e l'addio
Nella stagione 1997-1998 segnò 21 gol in 32 partite, fra cui una tripletta contro l'Udinese alla prima giornata di campionato. Rimasto a Firenze sotto la guida del nuovo allenatore Trapattoni, il quale gli assicurò che la Fiorentina avrebbe lottato l'anno successivo per lo scudetto, nella stagione 1998-1999 i viola conclusero al primo posto il girone d'andata: Batistuta realizzò 17 gol in 17 giornate e con i suoi compagni vinse tutte le partite in casa e sconfisse il Milan a San Siro per 3-1 con una sua tripletta. Nel girone di ritorno la Fiorentina, complice anche l'infortunio dello stesso Batistuta contro il Milan, perse posizioni e si piazzò terza in campionato qualificandosi per la UEFA Champions League; lui concluse la stagione con 21 gol in 28 presenze piazzandosi secondo in classifica marcatori dietro Amoroso.

Batistuta festeggia la tripletta al Milan del 26 settembre 1998 mimando una mitragliatrice, esultanza da lui inventata in quelle settimane, e destinata a divenire tra le più iconiche della sua carriera.

La stagione 1999-2000 fu l'ultima alla Fiorentina per Batistuta. Nella partita contro l'Arsenal del 27 ottobre 1999 a Wembley, Batistuta va a segno ricevendo palla dal tedesco Jörg Heinrich, dribblando il diretto avversario e segnando da posizione angolata il gol della vittoria: questa rete si rivelerà uno delle più celebri della sua carriera. Nel secondo girone realizza altri gol, tuttavia la Fiorentina si piazza terza e non riesce a passare il turno; Batistuta termina la competizione con 11 presenze e 6 gol all'attivo. Chiude il 1999 piazzandosi terzo nella classifica del FIFA World Player.
Con una tripletta all'ultima giornata di campionato, Batistuta diventò, con 152 gol, il maggior marcatore della Fiorentina in Serie A, superando lo svedese Kurt Hamrin che si era fermato a quota 151; questa prestazione coincise altresì con la sua ultima presenza nelle file del club toscano. A fine stagione, dopo 23 gol in 30 partite di campionato, con i viola settimi e qualificati in Coppa UEFA e diverse segnature in Champions League, il giocatore decise di lasciare Firenze.
Con la Fiorentina ha disputato un totale di 332 partite tra campionati e coppe segnando complessivamente 207 gol.

##### Roma e Inter

###### L'approdo nella capitale e lo scudetto
Nell'estate 2000, a 31 anni, Batistuta passò alla Roma del presidente Franco Sensi per 70 miliardi di lire, all'epoca la cifra più alta mai spesa al mondo per un ultratrentenne. Al suo passaggio alla Roma, la "sua" maglia numero 9 era già di Vincenzo Montella, e dopo una lunga querelle durata l'intero precampionato, alla fine Batistuta decise di prendere il numero 18; nei due anni successivi invece utilizzerà dapprima il 20 (ovvero il numero di gol segnati nella stagione precedente) e poi il 33 (la sua età all'epoca).

Batistuta esulta con la maglia della Roma, sullo sfondo di uno stadio Olimpico gremito, dopo il suo gol al Parma nella gara-scudetto del 17 giugno 2001.

Nella sua prima stagione alla Roma, quella 2000-2001, realizzò 20 gol in campionato, contribuendo alla vittoria del terzo scudetto della storia della squadra capitolina, il primo della carriera per l'argentino: il suo apporto fu notevole soprattutto nel girone d'andata, in cui l'attaccante segnò 14 delle sue 20 reti; nel girone di ritorno venne invece frenato da problemi a un ginocchio. Durante Roma-Fiorentina del 26 novembre 2000 Batistuta segnò negli ultimi minuti il gol della vittoria per i giallorossi; nell'occasione non esultò e non trattenne le lacrime, dispiaciuto per i vecchi tifosi. Il 17 giugno 2001 conquistò l'ambìto scudetto, nell'ultima giornata di campionato disputata contro il Parma all'Olimpico: nell'occasione segnerà il terzo gol della partita, finita 3-1, arrivato dopo quelli di Totti e Montella.

###### La Supercoppa, i problemi fisici e la breve esperienza a Milano
All'inizio della stagione 2001-2002 vinse la sua seconda Supercoppa italiana contro la Fiorentina, sconfitta dalla Roma per 3-0. Tuttavia in questa stagione e ancor più in quella successiva, anche a causa di problemi fisici, fu meno incisivo; una situazione che logorò il rapporto tra l'argentino e l'ambiente giallorosso, tant'è che a posteriori il presidente Sensi commenterà: «lui è arrivato, ha segnato venti gol il primo anno e si è fermato. La Roma lo ha pagato moltissimo per due stagioni e mezzo e gli ha permesso di vincere uno scudetto. In Italia non aveva vinto nulla, ci è riuscito a Roma e ora fa l'ingrato [...]». L'esperienza capitolina di Batistuta si chiuderà nel gennaio 2003 con la cessione in prestito all'Inter: in proposito ancora Sensi, pochi mesi dopo, si riferirà al suo ex centravanti come a una «fregatura» data ai nerazzurri.

Da destra: i romanisti Batistuta, Antonio Cassano e Marco Delvecchio in maglia scudettata nel precampionato 2001-2002.

Batistuta restò a Milano fino al termine della stagione 2002-2003, collezionando 12 presenze e segnando 2 gol, rispettivamente contro Piacenza e Como: quest'ultima rete fu, per il giocatore, la numero 200 nei campionati italiani. L'argentino, che aveva accettato il trasferimento all'Inter anche in virtù dell'intercessione del patron Massimo Moratti, esprimerà a posteriori il proprio rammarico per non aver potuto dare un contributo più sostanzioso alla causa nerazzurra.

##### Al-Arabi
A 34 anni, dopo dodici anni di permanenza in Italia, Batistuta decise di concludere la sua carriera in Qatar firmando con l'Al-Arabi, squadra di Doha. In 18 partite di campionato realizzò 25 gol vincendo quindi il titolo di capocannoniere del campionato. Nella stessa stagione vinse la scarpa d'oro come miglior calciatore dei campionati asiatici oltre a realizzare quattro reti in una sola partita.
Nella stagione successiva, dopo tre partite (e un gol all'attivo ovvero il trecentesimo della sua carriera), Batistuta si infortunò alla caviglia e anticipò il suo ritiro dai campi.

#### Nazionale
Con l'Albiceleste vinse due edizioni della Copa América (Cile 1991 e Ecuador 1993) più la Coppa re Fahd 1992, e disputò tre campionati del mondo: Stati Uniti 1994, Francia 1998 e Corea del Sud-Giappone 2002. La prima Copa América da lui disputata in Cile nel 1991 lo consacrò capocannoniere con 6 gol; Batistuta vinse la competizione con la propria squadra. Nel 1993 giocò la sua seconda Copa América, questa volta in Ecuador, che la squadra argentina vinse di nuovo grazie anche a una sua doppietta in finale contro il Messico.
Nelle qualificazioni al campionato del mondo 1994 Batistuta segna parecchi gol fra cui quello a Buenos Aires nello spareggio decisivo contro l'Australia. L'anno dopo, nella fase finale del torneo disputatosi negli Stati Uniti, Batistuta fu convocato giungendo con la squadra fino agli ottavi di finale. Segnò 4 reti, tre delle quali all'esordio contro la Grecia. Nella Copa América 1995 in Uruguay, Batistuta è nuovamente capocannoniere con l'Argentina che viene eliminata nei quarti dal Brasile.
Nelle qualificazioni al campionato del mondo 1998 Batistuta ebbe problemi con una sua vecchia conoscenza, Daniel Passarella, nel frattempo divenuto commissario tecnico. Starà per circa 300 giorni senza indossare la maglia della nazionale, a volte reagendo con disappunto alle mancate convocazioni, come quando, per la rabbia, cadde a Firenze per le scale di casa rompendosi una mano e dovendo giocare la successiva partita con la Roma con una fasciatura rigida.
Dopo la Copa América 1997 Passarella richiama Batistuta. Con la rete su punizione al Paraguay supera Maradona e, a quota 36 reti, diventa il primatista dell'Albiceleste. A questo punto il selezionatore arriverà ad affermare che l'unico posto certo per i 22 in Francia è proprio quello di Batistuta.
Nel mondiale di Francia 1998 Batistuta segna 5 gol durante la manifestazione contro Giappone, Inghilterra e tre nella gara contro la Giamaica, entrando nella storia come primo calciatore a realizzare una tripletta in due mondiali diversi e raggiungendo Sándor Kocsis, Just Fontaine e Gerd Müller nell'impresa di aver fatto due triplette a un mondiale. L'Argentina cede il passo ai Paesi Bassi ai quarti di finale, perdendo 2-1: in quell'incontro Batistuta viene sostituito da Hernán Crespo.
Sotto la guida del nuovo selezionatore Marcelo Bielsa, che l'aveva lanciato da giovane, l'Argentina si qualifica al campionato del mondo 2002. Batistuta, nel frattempo, annunciò che a fine mondiale avrebbe lasciato la nazionale. La rassegna iridata si fermo al primo turno per l'Argentina, e contro la Nigeria Batistuta tocca quota dieci gol ai mondiali andando a segno con uno stacco di testa, regalando la vittoria ai suoi. La sua ultima partita con l'Albiceleste fu quindi il pareggio 1-1 con la Svezia, che costò l'eliminazione dalla competizione.
È stato il topscorer della nazionale argentina dal 1997, quando superò i 34 gol di Diego Armando Maradona, al 2016, anno in cui venne definitivamente sorpassato da Lionel Messi. A tal proposito è stato premiato con una speciale targa dalla Federazione calcistica argentina il 7 settembre 2010 in occasione della partita amichevole Argentina-Spagna.
Dal 2002 al 2022, inoltre, è stato il primatista di gol segnati nelle fasi finali dei mondiali con la maglia argentina (10): per la precisione segnò 4 gol nel 1994 (3 alla Grecia e uno alla Romania), 5 nel 1998 (3 alla Giamaica, uno al Giappone, uno all'Inghilterra) e uno nel 2002 (alla Nigeria). Anche qui, dapprima tolse il record a Maradona che nel 1994 si era fermato a 8, e poi venne superato da Messi.

### Dopo il ritiro
Ottiene l'abilitazione ad allenare dopo aver frequentato l'apposito corso in Argentina, dove era tornato per seguire più da vicino i terreni di sua proprietà a Reconquista. Nel 2009 torna all'attività sportiva, dedicandosi al polo ed entrando a far parte della squadra Loro Piana, debuttando a Cañuelas nel marzo 2009 segnando due reti. Nel 2010 segue il campionato del mondo da commentatore televisivo per un'emittente asiatica.
L'8 novembre 2010 entra a far parte dello staff tecnico del commissario tecnico dell'Argentina, Sergio Batista. Il 16 dicembre 2011 il presidente del Colón de Santa Fe German Lerche annuncia che Batistuta sarà il Segretario Tecnico del club a partire dal 2012, figura che è un anello di congiunzione tra la dirigenza e i giocatori, e collaborerà con l'allenatore Mario Sciacqua. Nel 2013 lascia l'incarico con il Colón.
Nel 2013 entra a far parte della hall of fame della Fiorentina; nel 2015 ottiene lo stesso riconoscimento da parte della Roma.
Il 27 settembre 2018 ottiene la qualifica UEFA A di Coverciano che abilita all'allenamento di tutte le formazioni giovanili e delle prime squadre fino alla Serie C, e alla posizione di allenatore in seconda in Serie B e Serie A.
In occasione del campionato del mondo 2022 in Qatar, vinto dall'Argentina, è uno degli opinionisti di beIN Sports.

## Statistiche
Tra club, nazionale maggiore e nazionali giovanili, Batistuta ha segnato 355 gol in 632 partite, alla media di 0,56 reti a partita.

### Presenze e reti nei club
| Stagione            | Squadra             | Campionato          | Campionato | Campionato | Coppe nazionali | Coppe nazionali | Coppe nazionali | Coppe continentali | Coppe continentali | Coppe continentali | Altre coppe | Altre coppe | Altre coppe | Totale | Totale |
| Stagione            | Squadra             | Comp                | Pres       | Reti       | Comp            | Pres            | Reti            | Comp               | Pres               | Reti               | Comp        | Pres        | Reti        | Pres   | Reti   |
| ------------------- | ------------------- | ------------------- | ---------- | ---------- | --------------- | --------------- | --------------- | ------------------ | ------------------ | ------------------ | ----------- | ----------- | ----------- | ------ | ------ |
| 1988-1989           | Newell's Old Boys   | PD                  | 24         | 7          | -               | -               | -               | CL                 | 4                  | 1                  | -           | -           | -           | 28     | 8      |
| 1989-1990           | River Plate         | PD                  | 21         | 4          | -               | -               | -               | CL                 | 2                  | 0                  | SS          | 1           | 0           | 24     | 4      |
| 1990                | Boca Juniors        | PD                  | 11         | 2          | -               | -               | -               | -                  | -                  | -                  | SS          | 1           | 0           | 12     | 2      |
| 1990-1991           | Boca Juniors        | PD                  | 23         | 11         | -               | -               | -               | CL                 | 12                 | 6                  | -           | -           | -           | 35     | 17     |
| Totale Boca Juniors | Totale Boca Juniors | Totale Boca Juniors | 34         | 13         |                 | -               | -               |                    | 12                 | 6                  |             | 1           | 0           | 47     | 19     |
| 1991-1992           | Fiorentina          | A                   | 27         | 13         | CI              | 3               | 1               | -                  | -                  | -                  | -           | -           | -           | 30     | 14     |
| 1992-1993           | Fiorentina          | A                   | 32         | 16         | CI              | 3               | 3               | -                  | -                  | -                  | -           | -           | -           | 35     | 19     |
| 1993-1994           | Fiorentina          | B                   | 26         | 16         | CI              | 3               | 3               | -                  | -                  | -                  | CAI         | 2           | 2           | 31     | 21     |
| 1994-1995           | Fiorentina          | A                   | 32         | 26         | CI              | 5               | 2               | -                  | -                  | -                  | -           | -           | -           | 37     | 28     |
| 1995-1996           | Fiorentina          | A                   | 31         | 19         | CI              | 8               | 8               | -                  | -                  | -                  | -           | -           | -           | 39     | 27     |
| 1996-1997           | Fiorentina          | A                   | 32         | 13         | CI              | 1               | 0               | CdC                | 7                  | 4                  | SI          | 1           | 2           | 41     | 19     |
| 1997-1998           | Fiorentina          | A                   | 31         | 21         | CI              | 5               | 3               | -                  | -                  | -                  | -           | -           | -           | 36     | 24     |
| 1998-1999           | Fiorentina          | A                   | 28         | 21         | CI              | 9               | 4               | CU                 | 4                  | 1                  | -           | -           | -           | 41     | 26     |
| 1999-2000           | Fiorentina          | A                   | 30         | 23         | CI              | 2               | 0               | UCL                | 11                 | 6                  | -           | -           | -           | 43     | 29     |
| Totale Fiorentina   | Totale Fiorentina   | Totale Fiorentina   | 269        | 168        |                 | 39              | 24              |                    | 22                 | 11                 |             | 3           | 4           | 333    | 208    |
| 2000-2001           | Roma                | A                   | 28         | 20         | CI              | 0               | 0               | CU                 | 4                  | 1                  | -           | -           | -           | 32     | 21     |
| 2001-2002           | Roma                | A                   | 23         | 6          | CI              | 0               | 0               | UCL                | 11                 | 0                  | SI          | 1           | 0           | 35     | 6      |
| 2002-gen. 2003      | Roma                | A                   | 12         | 4          | CI              | 2               | 1               | UCL                | 6                  | 1                  | -           | -           | -           | 20     | 6      |
| Totale Roma         | Totale Roma         | Totale Roma         | 63         | 30         |                 | 2               | 1               |                    | 21                 | 2                  |             | 1           | 0           | 87     | 33     |
| gen.-giu. 2003      | Inter               | A                   | 12         | 2          | CI              | -               | -               | UCL                | 0                  | 0                  | -           | -           | -           | 12     | 2      |
| 2003-2004           | Al-Arabi            | QSL                 | 18         | 25         | -               | -               | -               | -                  | -                  | -                  | QPC         | 2           | 1           | 20     | 26     |
| 2004-2005           | Al-Arabi            | QSL                 | 3          | 0          | QSC             | 1               | 1               | -                  | -                  | -                  | -           | -           | -           | 4      | 1      |
| Totale Al-Arabi     | Totale Al-Arabi     | Totale Al-Arabi     | 21         | 25         |                 | 1               | 1               |                    | -                  | -                  |             | 2           | 1           | 24     | 27     |
| Totale carriera     | Totale carriera     | Totale carriera     | 444        | 249        |                 | 42              | 26              |                    | 61                 | 20                 |             | 8           | 5           | 555    | 301    |

### Cronologia presenze e reti in nazionale
| Cronologia completa delle presenze e delle reti in nazionale ― Argentina | Cronologia completa delle presenze e delle reti in nazionale ― Argentina | Cronologia completa delle presenze e delle reti in nazionale ― Argentina | Cronologia completa delle presenze e delle reti in nazionale ― Argentina | Cronologia completa delle presenze e delle reti in nazionale ― Argentina | Cronologia completa delle presenze e delle reti in nazionale ― Argentina | Cronologia completa delle presenze e delle reti in nazionale ― Argentina | Cronologia completa delle presenze e delle reti in nazionale ― Argentina |
| Data                                                                     | Città                                                                    | In casa                                                                  | Risultato                                                                | Ospiti                                                                   | Competizione                                                             | Reti                                                                     | Note                                                                     |
| ------------------------------------------------------------------------ | ------------------------------------------------------------------------ | ------------------------------------------------------------------------ | ------------------------------------------------------------------------ | ------------------------------------------------------------------------ | ------------------------------------------------------------------------ | ------------------------------------------------------------------------ | ------------------------------------------------------------------------ |
| 27-6-1991                                                                | Curitiba                                                                 | Brasile                                                                  | 1 – 1                                                                    | Argentina                                                                | Amichevole                                                               | -                                                                        |                                                                          |
| 8-7-1991                                                                 | Santiago del Cile                                                        | Argentina                                                                | 3 – 0                                                                    | Venezuela                                                                | Coppa America 1991 - 1º turno                                            | 2                                                                        |                                                                          |
| 10-7-1991                                                                | Santiago del Cile                                                        | Cile                                                                     | 0 – 1                                                                    | Argentina                                                                | Coppa America 1991 - 1º turno                                            | 1                                                                        |                                                                          |
| 12-7-1991                                                                | Concepción                                                               | Argentina                                                                | 4 – 1                                                                    | Paraguay                                                                 | Coppa America 1991 - 1º turno                                            | 1                                                                        |                                                                          |
| 17-7-1991                                                                | Santiago del Cile                                                        | Argentina                                                                | 3 – 2                                                                    | Brasile                                                                  | Coppa America 1991 - Girone finale                                       | 1                                                                        |                                                                          |
| 19-7-1991                                                                | Santiago del Cile                                                        | Cile                                                                     | 0 – 0                                                                    | Argentina                                                                | Coppa America 1991 - Girone finale                                       | -                                                                        |                                                                          |
| 21-7-1991                                                                | Santiago del Cile                                                        | Argentina                                                                | 2 – 1                                                                    | Colombia                                                                 | Coppa America 1991 - Girone finale                                       | 1                                                                        |                                                                          |
| 30-5-1992                                                                | Tokyo                                                                    | Giappone                                                                 | 0 – 1                                                                    | Argentina                                                                | Kirin Cup 1992                                                           | 1                                                                        | 89’                                                                      |
| 3-6-1992                                                                 | Gifu                                                                     | Argentina                                                                | 1 – 0                                                                    | Galles                                                                   | Kirin Cup 1992                                                           | 1                                                                        |                                                                          |
| 18-6-1992                                                                | Buenos Aires                                                             | Argentina                                                                | 2 – 0                                                                    | Australia                                                                | Amichevole                                                               | 2                                                                        | 80’                                                                      |
| 16-10-1992                                                               | Riyad                                                                    | Argentina                                                                | 4 – 0                                                                    | Costa d'Avorio                                                           | Coppa re Fahd 1992 - Semifinale                                          | 2                                                                        |                                                                          |
| 20-10-1992                                                               | Riyad                                                                    | Argentina                                                                | 3 – 1                                                                    | Arabia Saudita                                                           | Coppa re Fahd 1992 - Finale                                              | -                                                                        |                                                                          |
| 18-2-1993                                                                | Buenos Aires                                                             | Argentina                                                                | 1 – 1                                                                    | Brasile                                                                  | Amichevole                                                               | -                                                                        |                                                                          |
| 24-2-1993                                                                | Mar del Plata                                                            | Argentina                                                                | 1 – 1 dts (5 - 4 dtr)                                                    | Danimarca                                                                | Coppa dei Campioni CONMEBOL-UEFA 1993                                    | -                                                                        |                                                                          |
| 17-6-1993                                                                | Guayaquil                                                                | Argentina                                                                | 1 – 0                                                                    | Bolivia                                                                  | Coppa America 1993 - 1º turno                                            | 1                                                                        |                                                                          |
| 20-6-1993                                                                | Guayaquil                                                                | Argentina                                                                | 1 – 1                                                                    | Messico                                                                  | Coppa America 1993 - 1º turno                                            | -                                                                        |                                                                          |
| 23-6-1993                                                                | Guayaquil                                                                | Argentina                                                                | 1 – 1                                                                    | Colombia                                                                 | Coppa America 1993 - 1º turno                                            | -                                                                        | 77’                                                                      |
| 27-6-1993                                                                | Guayaquil                                                                | Argentina                                                                | 1 – 1 dts (6 – 5 dtr)                                                    | Brasile                                                                  | Coppa America 1993 - Quarti di finale                                    | -                                                                        | 62’                                                                      |
| 1-7-1993                                                                 | Guayaquil                                                                | Argentina                                                                | 0 – 0 dts (6 – 5 dtr)                                                    | Colombia                                                                 | Coppa America 1993 - Semifinali                                          | -                                                                        |                                                                          |
| 4-7-1993                                                                 | Guayaquil                                                                | Argentina                                                                | 2 – 1                                                                    | Messico                                                                  | Coppa America 1993 - Finale                                              | 2                                                                        |                                                                          |
| 1-8-1993                                                                 | Lima                                                                     | Perù                                                                     | 0 – 1                                                                    | Argentina                                                                | Qual. Mondiali 1994                                                      | 1                                                                        | 76’                                                                      |
| 8-8-1993                                                                 | Asunción                                                                 | Paraguay                                                                 | 1 – 3                                                                    | Argentina                                                                | Qual. Mondiali 1994                                                      | -                                                                        | 59’                                                                      |
| 22-8-1993                                                                | Buenos Aires                                                             | Argentina                                                                | 2 – 1                                                                    | Perù                                                                     | Qual. Mondiali 1994                                                      | 1                                                                        |                                                                          |
| 29-8-1993                                                                | Buenos Aires                                                             | Argentina                                                                | 0 – 0                                                                    | Paraguay                                                                 | Qual. Mondiali 1994                                                      | -                                                                        |                                                                          |
| 5-9-1993                                                                 | Buenos Aires                                                             | Argentina                                                                | 0 – 5                                                                    | Colombia                                                                 | Qual. Mondiali 1994                                                      | -                                                                        |                                                                          |
| 31-10-1993                                                               | Sydney                                                                   | Australia                                                                | 1 – 1                                                                    | Argentina                                                                | Qual. Mondiali 1994                                                      | -                                                                        |                                                                          |
| 17-11-1993                                                               | Buenos Aires                                                             | Argentina                                                                | 1 – 0                                                                    | Australia                                                                | Qual. Mondiali 1994                                                      | -                                                                        |                                                                          |
| 23-3-1994                                                                | Recife                                                                   | Brasile                                                                  | 2 – 0                                                                    | Argentina                                                                | Amichevole                                                               | -                                                                        |                                                                          |
| 20-4-1994                                                                | Salta                                                                    | Argentina                                                                | 3 – 1                                                                    | Marocco                                                                  | Amichevole                                                               | -                                                                        | 86’                                                                      |
| 18-5-1994                                                                | Santiago del Cile                                                        | Cile                                                                     | 3 – 3                                                                    | Argentina                                                                | Amichevole                                                               | -                                                                        | 77’                                                                      |
| 25-5-1994                                                                | Guayaquil                                                                | Ecuador                                                                  | 1 – 0                                                                    | Argentina                                                                | Amichevole                                                               | -                                                                        | 72’                                                                      |
| 31-5-1994                                                                | Tel Aviv                                                                 | Israele                                                                  | 0 – 3                                                                    | Argentina                                                                | Amichevole                                                               | 2                                                                        |                                                                          |
| 4-6-1994                                                                 | Zagabria                                                                 | Croazia                                                                  | 0 – 0                                                                    | Argentina                                                                | Amichevole                                                               | -                                                                        | 35’                                                                      |
| 21-6-1994                                                                | Boston                                                                   | Argentina                                                                | 4 – 0                                                                    | Grecia                                                                   | Mondiali 1994 - 1º turno                                                 | 3                                                                        |                                                                          |
| 25-6-1994                                                                | Boston                                                                   | Argentina                                                                | 2 – 1                                                                    | Nigeria                                                                  | Mondiali 1994 - 1º turno                                                 | -                                                                        |                                                                          |
| 30-6-1994                                                                | Dallas                                                                   | Argentina                                                                | 0 – 2                                                                    | Bulgaria                                                                 | Mondiali 1994 - 1º turno                                                 | -                                                                        | 81’                                                                      |
| 3-7-1994                                                                 | Pasadena                                                                 | Romania                                                                  | 3 – 2                                                                    | Argentina                                                                | Mondiali 1994 - Ottavi di finale                                         | 1                                                                        |                                                                          |
| 8-1-1995                                                                 | Riyad                                                                    | Argentina                                                                | 5 – 1                                                                    | Giappone                                                                 | Conf. Cup 1995 - 1º turno                                                | 2                                                                        |                                                                          |
| 10-1-1995                                                                | Riyad                                                                    | Nigeria                                                                  | 0 – 0                                                                    | Argentina                                                                | Conf. Cup 1995 - 1º turno                                                | -                                                                        |                                                                          |
| 13-1-1995                                                                | Riyad                                                                    | Danimarca                                                                | 2 – 0                                                                    | Argentina                                                                | Conf. Cup 1995 - Finale                                                  | -                                                                        |                                                                          |
| 30-6-1995                                                                | Quilmes                                                                  | Argentina                                                                | 2 – 0                                                                    | Australia                                                                | Amichevole                                                               | 1                                                                        |                                                                          |
| 8-7-1995                                                                 | Paysandú                                                                 | Argentina                                                                | 2 – 1                                                                    | Bolivia                                                                  | Coppa America 1995 - 1º turno                                            | 1                                                                        | 57’                                                                      |
| 11-7-1995                                                                | Paysandú                                                                 | Argentina                                                                | 4 – 0                                                                    | Cile                                                                     | Coppa America 1995 - 1º turno                                            | 2                                                                        |                                                                          |
| 14-7-1995                                                                | Paysandú                                                                 | Stati Uniti                                                              | 3 – 0                                                                    | Argentina                                                                | Coppa America 1995 - 1º turno                                            | -                                                                        |                                                                          |
| 17-7-1995                                                                | Rivera                                                                   | Brasile                                                                  | 2 – 2 dts (4 – 2 dtr)                                                    | Argentina                                                                | Coppa America 1995 - Quarti di finale                                    | 1                                                                        | 60’                                                                      |
| 20-9-1995                                                                | Madrid                                                                   | Spagna                                                                   | 2 – 1                                                                    | Argentina                                                                | Amichevole                                                               | -                                                                        |                                                                          |
| 8-11-1995                                                                | Buenos Aires                                                             | Argentina                                                                | 0 – 1                                                                    | Brasile                                                                  | Amichevole                                                               | -                                                                        |                                                                          |
| 24-4-1996                                                                | Buenos Aires                                                             | Argentina                                                                | 3 – 1                                                                    | Bolivia                                                                  | Qual. Mondiali 1998                                                      | 1                                                                        | 86’                                                                      |
| 2-6-1996                                                                 | Quito                                                                    | Ecuador                                                                  | 2 – 0                                                                    | Argentina                                                                | Qual. Mondiali 1998                                                      | -                                                                        | 75’                                                                      |
| 1-9-1996                                                                 | Buenos Aires                                                             | Argentina                                                                | 1 – 1                                                                    | Paraguay                                                                 | Qual. Mondiali 1998                                                      | 1                                                                        |                                                                          |
| 9-10-1996                                                                | San Cristóbal                                                            | Venezuela                                                                | 2 – 5                                                                    | Argentina                                                                | Qual. Mondiali 1998                                                      | -                                                                        |                                                                          |
| 15-12-1996                                                               | Buenos Aires                                                             | Argentina                                                                | 1 – 1                                                                    | Cile                                                                     | Qual. Mondiali 1998                                                      | 1                                                                        |                                                                          |
| 12-1-1997                                                                | Montevideo                                                               | Uruguay                                                                  | 0 – 0                                                                    | Argentina                                                                | Qual. Mondiali 1998                                                      | -                                                                        |                                                                          |
| 16-11-1997                                                               | Buenos Aires                                                             | Argentina                                                                | 1 – 1                                                                    | Colombia                                                                 | Qual. Mondiali 1998                                                      | -                                                                        |                                                                          |
| 10-3-1998                                                                | Buenos Aires                                                             | Argentina                                                                | 2 – 0                                                                    | Bulgaria                                                                 | Amichevole                                                               | 1                                                                        | 65’                                                                      |
| 15-4-1998                                                                | Gerusalemme                                                              | Israele                                                                  | 2 – 1                                                                    | Argentina                                                                | Amichevole                                                               | -                                                                        |                                                                          |
| 22-4-1998                                                                | Dublino                                                                  | Irlanda                                                                  | 0 – 2                                                                    | Argentina                                                                | Amichevole                                                               | 1                                                                        |                                                                          |
| 29-4-1998                                                                | Rio de Janeiro                                                           | Brasile                                                                  | 0 – 1                                                                    | Argentina                                                                | Amichevole                                                               | -                                                                        |                                                                          |
| 14-5-1998                                                                | Córdoba                                                                  | Argentina                                                                | 5 – 0                                                                    | Bosnia ed Erzegovina                                                     | Amichevole                                                               | 3                                                                        |                                                                          |
| 19-5-1998                                                                | Mendoza                                                                  | Argentina                                                                | 1 – 0                                                                    | Cile                                                                     | Amichevole                                                               | 1                                                                        |                                                                          |
| 25-5-1998                                                                | Buenos Aires                                                             | Argentina                                                                | 2 – 0                                                                    | Sudafrica                                                                | Amichevole                                                               | 1                                                                        |                                                                          |
| 14-6-1998                                                                | Tolosa                                                                   | Argentina                                                                | 1 – 0                                                                    | Giappone                                                                 | Mondiali 1998 - 1º turno                                                 | 1                                                                        |                                                                          |
| 21-6-1998                                                                | Parigi                                                                   | Argentina                                                                | 5 – 0                                                                    | Giamaica                                                                 | Mondiali 1998 - 1º turno                                                 | 3                                                                        |                                                                          |
| 26-6-1998                                                                | Bordeaux                                                                 | Argentina                                                                | 1 – 0                                                                    | Croazia                                                                  | Mondiali 1998 - 1º turno                                                 | -                                                                        |                                                                          |
| 30-6-1998                                                                | Saint-Étienne                                                            | Argentina                                                                | 2 – 2 dts (4 – 3 dtr)                                                    | Inghilterra                                                              | Mondiali 1998 - Ottavi di finale                                         | 1                                                                        | 69’                                                                      |
| 4-7-1998                                                                 | Marsiglia                                                                | Paesi Bassi                                                              | 2 – 1                                                                    | Argentina                                                                | Mondiali 1998 - Quarti di finale                                         | -                                                                        |                                                                          |
| 31-3-1999                                                                | Amsterdam                                                                | Paesi Bassi                                                              | 1 – 1                                                                    | Argentina                                                                | Amichevole                                                               | 1                                                                        |                                                                          |
| 13-10-1999                                                               | Córdoba                                                                  | Argentina                                                                | 2 – 1                                                                    | Colombia                                                                 | Amichevole                                                               | 1                                                                        |                                                                          |
| 23-2-2000                                                                | Londra                                                                   | Inghilterra                                                              | 0 – 0                                                                    | Argentina                                                                | Amichevole                                                               | -                                                                        | 56’                                                                      |
| 29-3-2000                                                                | Buenos Aires                                                             | Argentina                                                                | 4 – 1                                                                    | Cile                                                                     | Qual. Mondiali 2002                                                      | 1                                                                        | 88’                                                                      |
| 4-6-2000                                                                 | Buenos Aires                                                             | Argentina                                                                | 1 – 0                                                                    | Bolivia                                                                  | Qual. Mondiali 2002                                                      | -                                                                        |                                                                          |
| 29-6-2000                                                                | Bogotà                                                                   | Colombia                                                                 | 1 – 3                                                                    | Argentina                                                                | Qual. Mondiali 2002                                                      | 2                                                                        | 69’                                                                      |
| 8-10-2000                                                                | Buenos Aires                                                             | Argentina                                                                | 2 – 1                                                                    | Uruguay                                                                  | Qual. Mondiali 2002                                                      | 1                                                                        |                                                                          |
| 7-10-2001                                                                | Asunción                                                                 | Paraguay                                                                 | 2 – 2                                                                    | Argentina                                                                | Qual. Mondiali 2002                                                      | 1                                                                        | 92’                                                                      |
| 2-6-2002                                                                 | Kashima                                                                  | Argentina                                                                | 1 – 0                                                                    | Nigeria                                                                  | Mondiali 2002 - 1º turno                                                 | 1                                                                        | 81’                                                                      |
| 7-6-2002                                                                 | Sapporo                                                                  | Argentina                                                                | 0 – 1                                                                    | Inghilterra                                                              | Mondiali 2002 - 1º turno                                                 | -                                                                        | 13’ 60’                                                                  |
| 12-6-2002                                                                | Rifu                                                                     | Svezia                                                                   | 1 – 1                                                                    | Argentina                                                                | Mondiali 2002 - 1º turno                                                 | -                                                                        | 58’                                                                      |
| Totale                                                                   |                                                                          | Presenze (9º posto)                                                      | 77                                                                       |                                                                          | Reti (2º posto)                                                          | 54                                                                       |                                                                          |

### Record
- Unico giocatore capace di andare in gol per 11 giornate consecutive di Serie A, nella stagione 1994-1995.[17]
- Unico giocatore capace di segnare una tripletta in due diverse edizioni della Coppa del Mondo (1994 e 1998).

## Palmarès

### Club
- Campionato argentino: 1

River Plate: 1989-1990
- Campionato italiano di Serie B: 1

Fiorentina: 1993-1994
- Coppa Italia: 1

Fiorentina: 1995-1996
- Supercoppa italiana: 2

Fiorentina: 1996
Roma: 2001
- Campionato italiano: 1

Roma: 2000-2001

### Nazionale
- Coppa America: 2

Cile 1991, Ecuador 1993
- Confederations Cup: 1

Arabia Saudita 1992
- Coppa Artemio Franchi: 1

Argentina 1993

### Individuale
- Capocannoniere della Copa América: 2

1991 (6 gol), 1995 (4 gol)
- Capocannoniere della Coppa re Fahd: 1

1992 (2 gol)
- Capocannoniere della Serie A: 1

1994-1995 (26 gol)
- Capocannoniere della Coppa Italia: 1

1995-1996 (8 gol)
- Scarpa d'argento del mondiale: 1

Francia 1998
- Calciatore argentino dell'anno: 1

1998
- Capocannoniere del campionato del Qatar: 1

2003-2004 (25 gol)
- Inserito nella FIFA 100 (2004)
- Inserito nella Hall of Fame del calcio italiano nella categoria Giocatore straniero (2013)
- Inserito tra le "Leggende del calcio" del Golden Foot (2021)